# 活体解剖

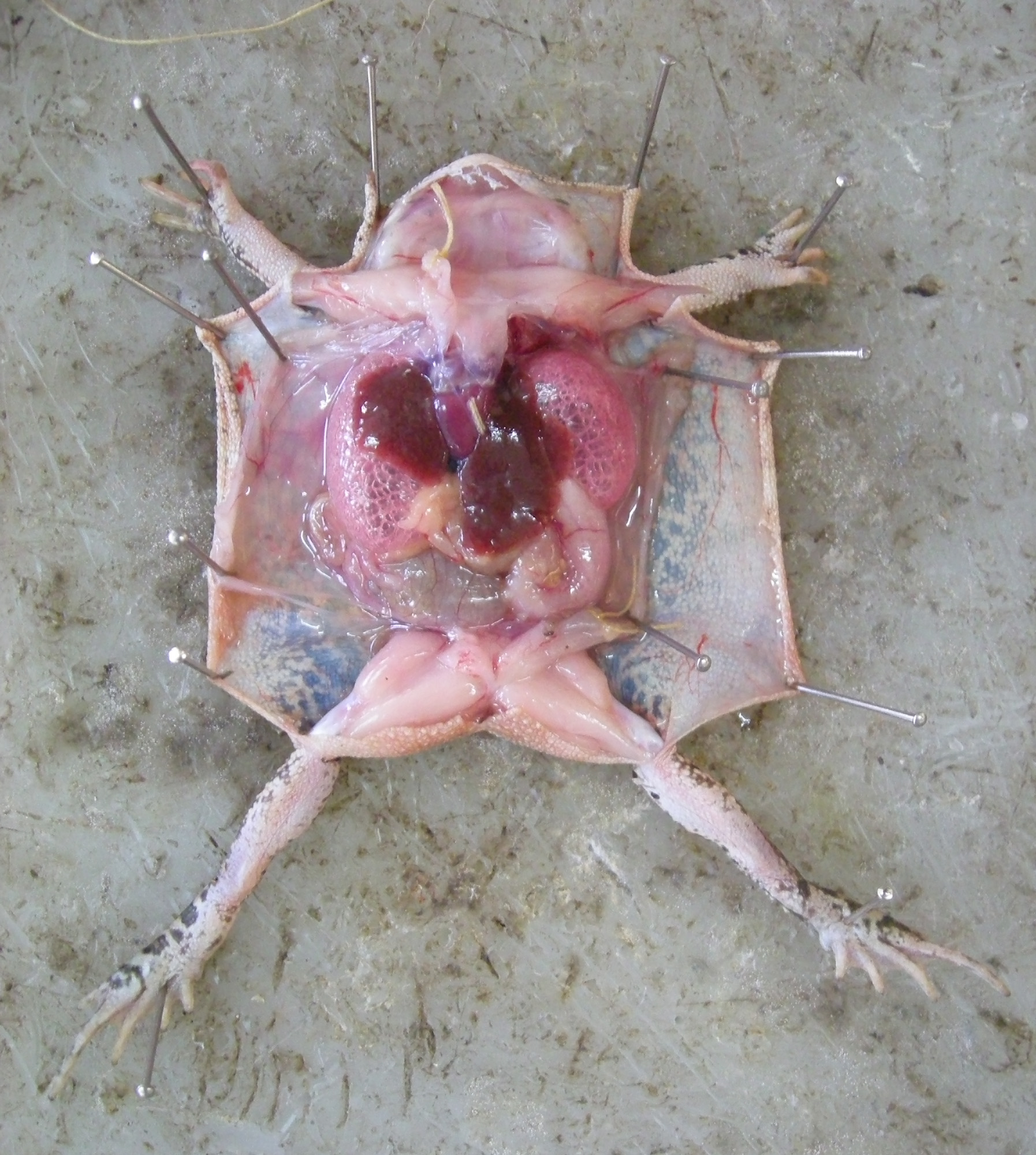
沙蛙的活体解剖

从词源上来说，活体解剖是指为为生理学或病理学科学研究而对活着的动物进行的解剖。最近，在人们，尤其是动物权利分子的观念中，活体解剖这一条目被广泛地应用到任何形式的有动物受到伤害的实验中，无论这些实验是否有明确的书面表明是活体解剖。

## 背景
动物权利提倡者致力于通过有关活体解剖的批判性讨论而支援其立场。对此，动物实验的支持者们回应道，动物实验过程中通常不需要使用侵入性的手段（暗指活体解剖）。动物权利激进分子一直以来反对和抨击诸如杭廷顿生命科学研究中心（Huntingdon Life Sciences）一类的机构，因为这类机构从事于——依照批评人士主张的——动物活体解剖研究，为此采取的反击策略多种多样，从纯粹的和平抗议直到实施恐怖主义迫害。
近期（约于19世纪以来）关于活体解剖的论争主要围绕一些道德问题，诸如，动物活体解剖所产生的进步意义究竟是否在价值考量上胜于它所造成的痛苦；以及关于动物活体解剖可以带来的益处的描述是否被刻意夸大。对于那些严格提倡动物权利观点胜于考虑如何尽量减少实验中动物所承受痛苦的人士而言，他们很可能这样认为：无需注重动物活体解剖可能为社会带来的好处，因为动物活体解剖就其对动物权利的侵犯，本身即成为不道德的行为。
活体解剖被长期实践于人体。被誉为“解剖学之父”的希羅菲盧斯，即在亚历山大的世界上第一所医学院的创建者，曾被特土良指控解剖了至少600名活人囚犯。在近代史上，战时纳粹的约瑟夫·门格勒，以及日本（731部队、九州帝國大學醫學部的石山福二郎，即九州大学活体解剖事件），均于第二次世界大战期间，各自在其集中营囚犯身上执行了活体解剖。这些实验的科学价值是可疑的，且无论出于何种目的，人类活体解剖在道德规范方面同样不能成立。在一些案例中，人类活体解剖的目的仅仅是对战俘造成痛苦，而非有目的的研究。作为对此类暴行的响应，世界医学会采用了《纽伦堡守则》作为行业内部关于此类事件的道德规范。
與這類事件相關的一些技術細節，如不施打麻藥活摘器官等，常常受人質疑；但相關真實案例確實存在，像根據奧斯維辛集中營倖存者Yitzhak Ganon的說法，他就曾在不被施予麻醉藥劑的狀況下，被集中營的軍醫約瑟夫·門格勒成功摘除一顆腎臟，因此不能單因為這些看似不可信的細節，而否認相關報導的真實性。